# Alexia Degremont
Alexia Degrémont (Antibes, 19 aprile 1985) è un'attrice, cantante e ballerina francese.
È conosciuta soprattutto per aver interpretato il ruolo di Manon nella serie televisiva Chante!.

## Biografia
Ha cominciato giovanissima con la danza, ma è anche appassionata di cinema e decide di trasferirsi a Parigi a 22 anni, per provare a superare l'audizione per la serie Chante!. Riesce ad ottenere un ruolo secondario, interpretando Manon. Scopre allora una grande passione per il mestiere d'attrice e prosegue con la carriera di comica, decidendo quindi di formarsi allo[Studio Pygmalion, durante più di due anni, facendo vari stages di coaching.

## Carriera

### Cinema
- Traczire à Paname (2008)
- Rapiscimi, regia di Giovanni Luca Gargano (2019)

### Televisione
- Chante! - serie TV (2008-2011)
- Sulle tracce del crimine - serie TV, 2011
- Mes amis, mes amour, mes emmerdes - serie TV, 2011)
- Main courante - serie TV, 2011)
- Paura di amare 2 - miniserie, 2012)

### Teatro
- Le Grand Vizir, di René De Obaldia
- Sois Sage Maman, di Sophie Chiarra e Laurent Grappe (2011)
- Le nouveau testament di Isabelle Ratier (2012)

### Danza
- Free J (musical)